# Stachyacanthus
- Commons
- Wikispecies

Stachyacanthus Nees, segundo o Sistema APG II, é um género botânico pertencente à família Acanthaceae.

## Espécie
- Stachyacanthus riedelianus